# Granuloma de Majocchi
El granuloma de Majocchi o granuloma tricofític és una afecció cutània caracteritzada per plaques pustuloses profundes, i és una forma de tinya circinada. És una forma localitzada de fol·liculitis fúngica. Les lesions sovint tenen un component central rosat i escamós amb pústules o pàpules fol·liculocèntriques a la perifèria. El nom ve de Domenico Majocchi, que va descobrir el trastorn el 1883. Majocchi va ser professor de dermatologia a la Universitat de Parma i més tard a la Universitat de Bolonya. Aquesta malaltia és causada més comunament per fongs filamentosos del gènere Trichophyton.

## Símptomes i signes
El granuloma de Majocchi sovint es presenta com a plaques escamoses rosades amb pústules a la perifèria. És més comú en pells exposades a abús mecànic (desgast), com ara les extremitats superiors i inferiors. Presenten pàpules, pústules o fins i tot plaques i nòduls al lloc de la infecció. Les pàpules i pústules de color blanc a vermell sovint tenen una ubicació perifol·licular. Els cabells es poden treure fàcilment de les pústules i pàpules. La picor és freqüent.
Els nòduls subcutanis ferms o fluctuants (abscessos) representen una segona forma de granuloma de Majocchi que generalment s'observa en hostes immunodeprimits. Els nòduls es poden desenvolupar a qualsevol part del cos amb pèl, però s'observen més sovint als avantbraços, les mans i les cames dels individus infectats. Rarament, s'observa afectació del cuir cabellut i la cara. Les lesions comencen com a pàpulopústules i nòduls perifol·liculars solitàries o múltiples ben circumscrits amb eritema o sense i descamació de fons. En rares circumstàncies, les lesions poden tenir característiques queloidals.

## Tractament
Els antifúngics orals són el tractament estàndard. A causa de la ubicació dels dermatòfits dins del fol·licle pilós, el tractament només amb antifúngics tòpics sovint no és satisfactori.